# Wichman van Vreden (Wichman III)
Wichman III van Vreden (tussen 970 en 980 - Upladen, 5 okt 1016), graaf van de Padergouw, heerste kort na het jaar 1000 over een gebied rondom de  Duitse stad Vreden. 
Hij was een zoon van Egbert Eenoog en een onbekende vrouw. Wanneer Egberts oudere broer Wichman II de Jonge alleen dochters krijgt en reeds in 967 op jonge leeftijd sterft, noemt Egbert zijn zoon Wichman. Zo geeft hij aan dat de mannelijke lijn van de Billungen via hem voortleeft.
Wichman III was tegenstrever van gravin Adela van Hamaland en haar tweede echtgenoot graaf Balderik, zijn westelijke buren, bij de strijd om de prefectuur.  Hij is voornamelijk bekend door de geruchtmakende manier waarop hij door Adela en Balderik werd vermoord. 
Adela en Balderik deden rond het jaar 1000 een poging hun territorium aan de Nederrijn uit te breiden naar onder andere Hamaland, het kerngebied van haar geslacht. Een deel van Hamaland was door haar vader Wichman IV  geschonken aan het stift Elten, met haar zuster Liutgard  als eerste abdis. De rest kwam als erfenis van Adela aan haar en haar eerste man Immed van Kleef, en na diens overlijden aan hun zoon Diederik.
Na de dood van Liutgard omstreeks het jaar 996 had Wichman van Vreden de feitelijk macht in het Stift Elten. Toedracht en afloop van het conflict tussen Wichman III en gravin Adela met haar echtgenoot Balderik  worden beschreven door de kronikeur Alpertus van Metz. Daarbij moet men zich er rekenschap van geven dat Adela zich jarenlang met hand en tand heeft verzet tegen genoemde  schenking  aan het stift. Dit leidde ertoe dat kerkelijke schrijvers haar in een zeer ongunstig daglicht plaatsten.
Nadat de strijd tussen Balderik en Wichman van Vreden danig uit de hand was gelopen kregen zij in 1015 of 1016 van keizer Hendrik II formeel de opdracht zich te verzoenen. Wichman werd door Balderik uitgenodigd voor een vredesmaal in zijn kasteel, Upladen. Balderik legde echter wel een hinderlaag. Op de terugweg brachten zijn mensen Wichman van Vreden op 5 oktober 1016 in deze hinderlaag om het leven. 
De moord deed veel stof opwaaien en leidde ertoe dat Balderik en Adela hun bezittingen werden ontnomen. Delen hiervan werden vergeven aan de broers Rutger en Gerard I Flamens, stamvaders van respectievelijk de huizen Kleef en Gelre. 
Wichman III liet een minderjarige zoon na, die onder voogdij kwam van zijn neef Bernhard II Billung. 